# Monkeys (Chair)
Monkeys (Chair) è una scultura dell'artista statunitense Jeff Koons del 2003. È stato realizzato nel 2002 nell'ambito della serie Popeye ed è ora in possesso del PinchukArtCentre di Kiev.

## Descrizione
Monkeys (Chair) rappresenta tre scimmie somiglianti a giocattoli gonfiabili per bambini collegate tra loro e atte a formare una catena che pende dal soffitto. Una sedia è attaccata all'estremità più bassa della catena. Monkeys (Chair) è un esempio della strategia di Koons di mettere insieme idee e metodi di arte pop, arte concettuale, citazionismo e cultura popolare. Le scimmie sono in alluminio policromo e vennero create prendendo a modello veri giocattoli gonfiabili, mentre la sedia è fatta in legno e paglia. La superficie lucida del metallo degli animali contribuisce a rendere lucida e a farle sembrare in plastica. Il trasferimento in un altro materiale crea nuove condizioni statiche che consentono l'attaccamento della sedia all'estremità più bassa della catena.
In questo lavoro Koons gioca con diverse percezioni materiali. Le scimmie sembrano fatte di plastica, ma questa impressione contraddice le proprietà statiche della scultura. Se la catena delle scimmie fosse fatta di giocattoli gonfiabili, non potrebbe sostenere il peso della sedia. L'unica possibilità per lo spettatore di risolvere questa percezione contraddittoria è quella di dare un'occhiata all'etichetta dell'opera d'arte. La scultura illustra il fascino di Koons per i giocattoli per bambini, che diventa particolarmente evidente nella serie Popeye, in cui Koons ha cercato ispirazione in animali galleggianti.